# Helena Stattler
Helena Maria Regina Stattler, także jako Helena Stattlerówna, ps. „Stasińska” (ur. 24 września 1875, zm. 1 sierpnia 1955) – polska poetka, matematyczka, nauczycielka, pedagog, autorka podręczników szkolnych, działaczka niepodległościowa i oświatowa, encyklopedystka .

## Życiorys
Pochodziła z rodziny o artystycznych tradycjach. Była wnuczką malarza Wojciecha Stattlera (1800-1875) i pochodzącej z Rzymu Klementyny z domu Colonna-Zerboni (zm. 1897 w wieku 89 lat), córką muzyka Juliusza Stattlera (1844-1901) i Cecylii (1852-1911) oraz bratanicą rzeźbiarza Henryka Stattlera (1834-1877). Była siostrą Klementyny (-1957) i Marii (1880-1944, rzeźbiarka, żona Janusza Jędrzejewicza).
Została nauczycielką, brała udział w tajnym nauczaniu. Była poetką, tłumaczką, dokonała przekładów wierszy Paula Verlaine’a, podręcznika Trygonometrya E. Borela (1910). Publikowała w „Przeglądzie Pedagogicznym”.
Podczas I wojny światowej pod pseudonimem „Stasińska” pracowała w szpitalu dla chorych na gruźlicę w Zakopanem w całym okresie jego działalności do 20 listopada 1915 (leczyli się w nim legioniści) (służyła w nim też Klementyna Stattler ps. „Klima”). Później działała w Polskiej Organizacji Wojskowej.
W czasie wojny z bolszewikami (od sierpnia 1920 do 1 listopada 1921) pełniła służbę w Sekcji Propagandy i Opieki nad żołnierzami Ministerstwa Spraw Wojskowych, jako instruktorka oświatowa tzw. „spioszka”.
Po odzyskaniu przez Polskę niepodległości w okresie II Rzeczypospolitej pozostawała działaczką oświatową. Została udziałowcem założonego w 1924 Powszechnego Uniwersytetu Korespondencyjnego. 25 września 1928 została mianowana członkiem Komisji ocen podręczników i środków naukowych w zakresie matematyki przy Ministerstwie Wyznań Religijnych i Oświecenia Publicznego, po czym zrezygnowała z zasiadania w tej komisji. Była członkiem Instytutu Oświaty Dorosłych.
Zmarła 1 sierpnia 1955.

## Publikacje
Była encyklopedystką, edytorką dwutomowej Podręcznej encyklopedii pedagogicznej wydanej w latach 1923–1925 we Lwowie przez Towarzystwo Nauczycieli Szkół Wyższych i Średnich i Wydawnictwo Książnica Polska. Napisała do niej hasło Matematyka . Opublikowała również:
- Początki nauki rachunków w układzie metodycznym (1906)[24]
- Zbiór zadań arytmetycznych w zakresie klasy III-ej (1906, wraz z Januszem Jędrzejewiczem)[25][26]
- Początkowa nauka arytmetyki w układzie metodycznym. Cz. 1 (1907)
- Początki geometryi: przykłady i ćwiczenia praktyczne, Część 1 (1909, współautorka: Maria Borowiecka)
- Jak uczyć matematyki w szkołach ludowych na wsi i w mieście: garść uwag metodycznych do użytku nauczycielstwa ludowego (1916)
- Nauka rachunków dla samouków. Ks. 1, Rachunek od 1 do 100 (1917)
- Początkowa nauka arytmetyki w układzie metodycznym. Cz. 2
- Początkowa nauka arytmetyki w układzie metodycznym. Cz. 3 (1917)
- Zbiór zadań na ułamki dla szkół średnich (1918)
- Arytmetyka dla żołnierzy: podręcznik dla uczniów i dla nauczycieli (1920)
- Początkowa nauka arytmetyki w układzie metodycznym. Część 1 (1920)
- Zadania rachunkowe dla dorosłych. Cz. 1 (1932)[27]
- Zadania rachunkowe dla dorosłych na wsi. Cz. 1, Liczby całkowite (1934, współautor: Kazimierz Wyszomirski)
- Z doświadczeń metodyki rachunków: protokóły lekcyj i dyskusyj P.W.K.N. (1936)
- Zadania rachunkowe dla dorosłych na wsi: Ułamki i procenty, Część 2 (1936, współautor: Kazimierz Wyszomirski)
- Zadania rachunkowe dla dorosłych w mieście, Część 2 (1937)

## Ordery i odznaczenia
- Krzyż Kawalerski Orderu Odrodzenia Polski (2 maja 1922)[17][28]
- Krzyż Walecznych[15]
- Krzyż Legionowy[15]
- Krzyż Polskiej Organizacji Wojskowej[15]